# Prozess von Riom
Der Prozess von Riom (19. Februar 1942 – 21. Mai 1943) war ein Gerichtsverfahren in Vichy-Frankreich gegen die Führer der letzten Regierungen der Dritten Französischen Republik der Front populaire unter Léon Blum. Der von Marschall Pétain vorangetriebene Schauprozess sollte die Verantwortlichkeit der Angeklagten für die Kriegserklärung Frankreichs vom 3. September 1939 an das Deutsche Reich, zwei Tage nach Beginn des deutschen Überfalls auf  Polen, und die Niederlage von 1940 feststellen. Dabei ging es vor allem auch darum, den als Juden angesehenen Mitgliedern der Regierung die Schuld für den Kriegsausgang in die Schuhe zu schieben. Der international beachtete Prozess fand in Riom, in der von Pétain gehaltenen Zone statt.

## Hintergrund und Angeklagte
Der durch Dekret vom 30. Juli 1940 gegründete oberste Gerichtshof wurde von der Vichy-Regierung per Verordnung ermächtigt, „darüber zu urteilen, ob die früheren Minister oder ihre direkten Mitarbeiter die Angelegenheiten ihrer Ministerien durch Handlungen verraten haben, die dazu beitrugen, vor dem September 1939 vom Friedens- in den Kriegszustand überzuleiten und dadurch die Folgen der entstandenen Situation zu verschlimmern.“ Die vom Gericht untersuchte Periode erstreckte sich vom Beginn der Volksfront-Regierung Blum 1936 bis zum Kabinett Reynaud 1940.
Die Angeklagten waren:
- Léon Blum, Führer der sozialistischen SFIO und Premierminister Frankreichs 1936–1937, aus einer Familie jüdischens Glaubens abstammend, wurde als Hauptangeklagter angesehen
- Édouard Daladier, Premierminister 1938–1940 (früherer Radikal-Sozialist; floh zusammen mit Georges Mandel im Juni 1940 nach Marokko und wurde am 8. August verhaftet)
- Paul Reynaud, Premierminister vom 21. März bis zum 16. Juni 1940, Vizepräsident der Mitte-rechts-Partei Alliance démocratique
- Georges Mandel, früherer Innenminister, Konservativer, aus einer Familie jüdischens Glaubens stammend,
- Maurice Gamelin, Befehlshaber des französischen Heeres
- Guy La Chambre, Minister für französische Luftstreitkräfte
- Robert Jacomet, Generalinspekteur der Armeeverwaltung

Sie wurden im Schloss Chazeron gefangengehalten. Aufgrund der internationalen Lage, die sich durch das Unternehmen Barbarossa verändert hatte, beschloss Marschall Philippe Pétain, den Prozess zu beschleunigen. Durch das Gesetz vom 27. Januar 1941 schuf er den Conseil de justice politique und fällte nach dessen Anhörung das Urteil gegen die ersten fünf Angeklagten. Dabei gab es gegen Reynaud und Mandel nicht einmal eine Anklage. Alle wurden am 16. Oktober 1941 zu lebenslänglicher Haft verurteilt. Den Deutschen erschien das Urteil zu milde. Deshalb erzwang der deutsche Botschafter Otto Abetz einen neuen Prozess, der in Riom für Februar 1942 angesetzt wurde. Da der Prozess durch die eindrucksvollen Verteidigungsreden der Angeklagten einen für Vichy und die Nazis ungünstigen Verlauf nahm, meldete Ernst Woermann am 7. März 1942 an Ribbentrop, Abetz solle den Franzosen den NS-Juristen Friedrich Grimm an die Seite stellen, um Daladier und Blum an einem Sieg zu hindern.
Reynaud und Mandel wurden den Deutschen ohne Prozess am 20. November 1942 (wenige Tage nach der Besetzung Südfrankreichs) ausgeliefert.
Mandel wurde in das KZ Oranienburg gebracht und am 4. Juli 1944 an die faschistische Miliz des Joseph Darnand ausgeliefert, die ihn am 7. Juli 1944 nach dem Attentat auf Philippe Henriot ermordete.
Reynaud wurde ins KZ Sachsenhausen transportiert und am 11. Mai 1943 ins Schloss Itter bei Wörgl in Tirol verlegt (dort waren auch Édouard Daladier, Maurice Gamelin, Léon Jouhaux und andere hochrangige französische Häftlinge). Im Mai 1945 wurden die dort Inhaftierten befreit.

## Verfahren
Der Prozess begann am 19. Februar 1942 vor dem Obersten Gerichtshof Vichy-Frankreichs. Etwa 400 Zeugen wurden aufgerufen, viele davon waren Soldaten, die zur mangelnden technischen Ausrüstung der Streitkräfte vor dem deutschen Einmarsch aussagten. Der Blum-Regierung wurde vorgeworfen, mit den Accords de Matignon, den Arbeitsgesetzen von 1936, Frankreichs industrielle und defensive Kapazitäten herabgesetzt zu haben. Die Gesetze hatten die 40-Stunden-Woche, Urlaubsgeld und die Verstaatlichung von Rüstungsunternehmen zum Inhalt.
Gamelin erkannte die Rechtmäßigkeit des Gerichts nicht an und schwieg. Daladier und Blum führten die Verteidigung. Blum, der selbst Anwalt war, nahm die Regierungszeugen ins Kreuzverhör. Er argumentierte, dass die Reduzierung der Verteidigungsausgaben unter Pétain als Kriegsminister und Pierre Laval als Premierminister begonnen hätten. Andererseits habe die Volksfrontregierung die größte Steigerung der Rüstungsausgaben seit 1918 vorgenommen. Im Übrigen schoben die Angeklagten die Schuld dem französischen Generalstab zu. Der Waffenstillstand von Compiègne 1940 sei geschlossen worden, obwohl sich noch genügende Streitkräfte in der France métropolitaine befunden hätten.
Daladier erklärte am 20. Februar, dass die zur Verfügung gestellten Kredite durch das Kriegsministerium nicht abgerufen wurden; Pétain selbst habe damals auf die Befestigung Sedans verzichtet und sich gegen die Fortführung der Maginot-Linie bis zum Meer ausgesprochen. Außerdem habe er riesige Summen zur weiteren Befestigung dieser Linie verlangt, die dann bei den übrigen Posten des Militärbudgets fehlten. Pierre Cot, der nicht angeklagte Luftwaffenminister von 1936, erklärte, zweimal die Verdoppelung der französischen Luftstreitkräfte beantragt, aber nicht bewilligt bekommen zu haben.
Am 3. März erklärte Daladier, dass der Rüstungstrust Schneider-Creusot Heeresaufträge abgelehnt habe. Bei dem Versuch der Verstaatlichung durch Blum hatte der Trust gedroht, Rüstungsaufträge abzulehnen, sollte es dazu kommen. Auch andere Rüstungsunternehmen schränkten die Produktion ein und entließen Arbeiter. Eine Ursache dafür war beispielsweise das oft zu geringe Volumen der staatlichen Aufträge; die zu ihrer Erfüllung notwendigen Modernisierungen der Betriebe wären häufig zu kostspielig gewesen.
Adolf Hitler erklärte am 15. März 1942: „Was wir von Riom erwarten, ist eine offizielle Bestätigung der Verantwortung für den Krieg selbst!“. Am 14. April 1942 wurde das Verfahren unterbrochen, um „weitere Informationen“ zu sammeln. Der deutsche Botschafter Otto Abetz teilte Laval mit, dass der Prozess nachteilige Wirkungen hätte und aufgegeben werden sollte. Formell wurde er am 21. Mai 1943 beendet. Blum und Daladier wurden ins KZ Buchenwald verbracht und lebten dort zusammen mit weiteren „privilegierten“ Häftlingen auf einem Sonderareal unter etwas besseren Bedingungen als die anderen Lagerinsassen, Daladier wurde nach einem Monat von dort in das Tiroler Schloss Itter verlegt.

## Medien
- Leon Blum before his judges at the Supreme Court of Riom March 11th and 12th, 1942. Vorwort Clement Attlee. Einführung Félix Gouin. The Labour Party Book Service, London 1943.
- Film: Le Procès de Riom. Henri Calef, 1979.
- Elisabeth Bokelmann: Vichy contra Dritte Republik. Der Prozess von Riom 1942. Schöningh, Paderborn 2006.